# Base navale de Hanko
La base navale de Hanko, en finnois Hangon vuokra-alue, est une ancienne base navale de la marine soviétique qui a existé en Finlande, autour de la ville de Hanko, à l'extrémité de la péninsule du même nom et incluant les petites îles et eaux maritimes environnantes pour une superficie terrestre de 115 km2.
Établie en 1940 par le traité de Moscou à l'issue de la guerre d'Hiver pour un bail de trente ans prenant effet le 22 mai à minuit, la Finlande en récupère le contrôle le 2 décembre 1941 à la suite de la défaite russe de la bataille de Hanko.